# World Community Grid
World Community Grid (WCG) – platforma dla projektów przetwarzania rozproszonego, ufundowana i zarządzana przez IBM. Obecnie oparta na platformie BOINC. Oprogramowanie klienckie dostępne jest na platformy Microsoft Windows, Linux, Mac OS oraz Android (minimum 4.1).

## Aktualnie realizowane projekty[2]
- FightAIDS@Home – faza 2. (start wrzesień 2015)
- Microbiome Immunity Project (start sierpień 2017)
- Smash Childhood Cancer (start styczeń 2017)
- OpenZika (start maj 2016)
- Help Stop TB (start marzec 2016)
- Mapping Cancer Markers (start listopad 2013)
- Africa Rainfall Project (start październik 2019)
- Open Pandemics - COVID-19 (start 14 maja 2020)

## Projekty zawieszone
- FightAIDS@Home (start 21 listopada 2005)

## Projekty zrealizowane
- Human Proteome Folding – faza 1. (16 listopada 2004 – 18 lipca 2006)
- Help Defeat Cancer (20 lipca 2006 – kwiecień 2007)
- Genome Comparison (21 listopada 2006 – 21 lipca 2007)
- Influenza Antiviral Drug Search (5 maja 2009 – 22 października 2009)
- The Clean Energy Project (5 grudnia 2008 – 13 października 2009)
- Discovering Dengue Drugs – Together (21 sierpnia 2007 – 11 sierpnia 2009)
- Nutritious Rice for the World (12 maja 2008 – 6 kwietnia 2010)
- Help Cure Muscular Dystrophy (19 grudnia 2006 – 11 czerwca 2007)
- Help Cure Muscular Dystrophy – faza 2. (12 maja 2009 – 26 września 2012)
- Computing for Sustainable Water (17 kwietnia 2012[3] – 17 października 2012)
- Human Proteome Folding – faza 2. (start 23 czerwca 2006)
- Help Conquer Cancer (start 6 listopada 2007)
- Help Fight Childhood Cancer (start 13 marca 2009)
- Discovering Dengue Drugs – Together – faza 2 (start 17 lutego 2010)
- Computing for Clean Water (start 23 sierpnia 2010)
- The Clean Energy Project – faza 2. (start 28 czerwca 2010)
- Drug Search for Leishmaniasis (start 31 sierpnia 2011)
- GO Fight Against Malaria (start 14 listopada 2011)
- Say No to Schistosoma (start 22 lutego 2012)[4]
- Outsmart Ebola Together (start grudzień 2014)